# قبة فيسك السماوية
قبة فيسك السماوية ومركز العلوم هو معرض عام مخصص لتثقيف عامة الناس بكل ما يتعلق بعلم الفلك والفيزياء الفلكية. يُعد المعرض جزء أساسي من قسم علوم الفيزياء الفلكية والكواكب في جامعة كولورادو بولدر التي تقع في بولدر في كولورادو. تأسس المعرض بعد تبرع والاس فرانز فيسك به في عام 1975، ويقع في الطرف الجنوبي الشرقي من جامعة كولورادو بولدر.
خضع المعرض لتحديث كبير في عام 2013 حيث استغنت الإدارة عن استخدام جهاز عرض النجوم زايس مارك السادس بعد 38 سنة من الاعتماد عليه واستبدلته بجهاز ميغاستار ستار بول. عملت الإدارة أيضًا على تثبيت نظام مكون من 6 أجهزة عرض قادر على عرض أفلام بدقة k8 وعروض حية من العالم الرقمي.